# Lípa u Petrova mlýna
Lípa u Petrova mlýna je památný strom u Kladrub. Přibližně třistaletá lípa malolistá (Tilia cordata) roste na pravém břehu říčky Úhlavky u samoty Petrův Mlýn pod mostem dálnice D5 v nadmořské výšce 290 m. Obvod kmene měří 620 cm a výška dosahuje 35,5 m. Chráněna od roku 1981 pro svůj vzrůst a věk.

## Stromy v okolí
- Dub u Kráčny
- Duby nad Pozorkou
- Topol bílý v Pozorce
- Dub u Senětické hájenky